# تپه وله گاور کانی سانان
تپه وله گاور کانی سانان مربوط به هزاره ۱- دوره اشکانیان است و در شهرستان مریوان، بخش مرکزی، روستای کانی سانان واقع شده و این اثر در تاریخ ۲۷ مرداد ۱۳۸۲ با شمارهٔ ثبت ۹۶۲۶ به‌عنوان یکی از آثار ملی ایران به ثبت رسیده است.